# Campionat del Món Màster d'Orientació
El Campionat Mundial de Màsters d'Orientació (WMOC) (antiga Copa del Món de Veterans) és una competició anual d'orientació organitzada per la Federació Internacional d'Orientació (IOF).
Els participants han de tenir 35 anys o més. Les classes de competició es divideixen en dones i homes en grups d'edat de cinc anys de 35 a +100 amb un total de 28 classes.
La primera competició es va celebrar l'any 1983 a Lahti, Finlàndia. Tanmateix, l'esdeveniment no va ser organitzat per l'IOF fins al 1988. Del 1986 al 1994, la competició es va celebrar amb periodicitat bianual. L'any 1998, l'esdeveniment va canviar el seu nom pel World Masters Orienteering Championship (Campionat del Món de Màsters d'Orientació).
Fins a l'any 2008, la competició consistia en una cursa clàssica de llarga distància amb 2 curses de classificació, després de la qual es va afegir una cursa esprint al programa. El 2018 també es va afegir una cursa de mitjana distància.
El WMOC 2025, la XXXVI edició,  se celebrarà del 8 al 15 d'agost per primer cop a Catalunya, a Girona. Les localitats de Pals, Banyoles, Besalú i Cassà de la Selva seran subseus. Ho organitzarà la Federació de Curses d'Orientació de Catalunya
| Any  | Data                                | Localització                        |
| ---- | ----------------------------------- | ----------------------------------- |
| 1983 | Juliol 12–15                        | Lahti, Finlandia                    |
| 1986 | Juliol 15–18                        | Mysen, Noruega                      |
| 1988 | Juliol 19–22                        | Åmål, Suècia                        |
| 1990 | Agost 1–5                           | Körmend, Hungria                    |
| 1992 | Gener 5–11                          | Tasmania, Australia                 |
| 1994 | Agost 1–5                           | Strathspey, Regne Unit              |
| 1995 | Maig 29 – Juny 2                    | Saint Petersburg, Russia            |
| 1996 | Abril 8–12                          | Murcia, Espanya                     |
| 1997 | Setembre 29 – Octubre 4             | Minnesota, Estats Units             |
| 1998 | Juliol 1–5                          | Nový Bor, Reupública Txeca          |
| 1999 | Juliol 18–23                        | Aarhus, Dinamarca                   |
| 2000 | Gener 1–7                           | Feilding, Nova Zelanda              |
| 2001 | Juliol 1–5                          | Nida, Lituania                      |
| 2002 | Octubre 6–11                        | Bendigo, Australia                  |
| 2003 | Juliol 13–17                        | Halden, Noruega                     |
| 2004 | Juliol 3–10                         | Asiago, Italia                      |
| 2005 | Juliol 22–31                        | Edmonton, Canada                    |
| 2006 | Juliol 1–8                          | Wiener Neustadt, Austria            |
| 2007 | Juliol 7–14                         | Kuusamo, Finlandia                  |
| 2008 | Juny 28 – Juliol 5                  | Marinha Grande, Portugal            |
| 2009 | Octubre 10–18                       | Sydney, Australia                   |
| 2010 | Juliol 31 – Agost 7                 | Neuchâtel, Suïssa                   |
| 2011 | Juliol 1–8                          | Pécs, Hongria                       |
| 2012 | Juliol 1–7                          | Bad Harzburg, Alemanya              |
| 2013 | Agost 2–10                          | Sestriere, Italia                   |
| 2014 | Novembre 1–8                        | Porto Alegre, Brasil                |
| 2015 | Juliol 27 – Agost 1                 | Gothenburg, Suècia                  |
| 2016 | Agost 7–13                          | Tallinn, Estonia                    |
| 2017 | Abril 21–30                         | Auckland, Nova Zelanda              |
| 2018 | Juliol 7–13                         | Copenhagen, Dinamarca               |
| 2019 | Juliol 5–12                         | Riga, Letonia                       |
| 2020 | Cancel·lat per la pandemia de covid | Cancel·lat per la pandemia de covid |
| 2021 | Agost 7—13                          | Velence, Hongria                    |
| 2022 | Juliol 9—16                         | Gargano, Italia                     |
| 2023 | Agost 11—18                         | Košice, Eslovaquia                  |
| 2024 | Agost 2–9                           | Turku, Finlandia                    |
| 2025 | Agost 8–15                          | Girona, Espanya                     |
| 2026 | Agost 7–14                          | Rzeszów, Polonia                    |
| 2027 | Maig 21—29                          | Kansai, Japó                        |